# Rotlachs

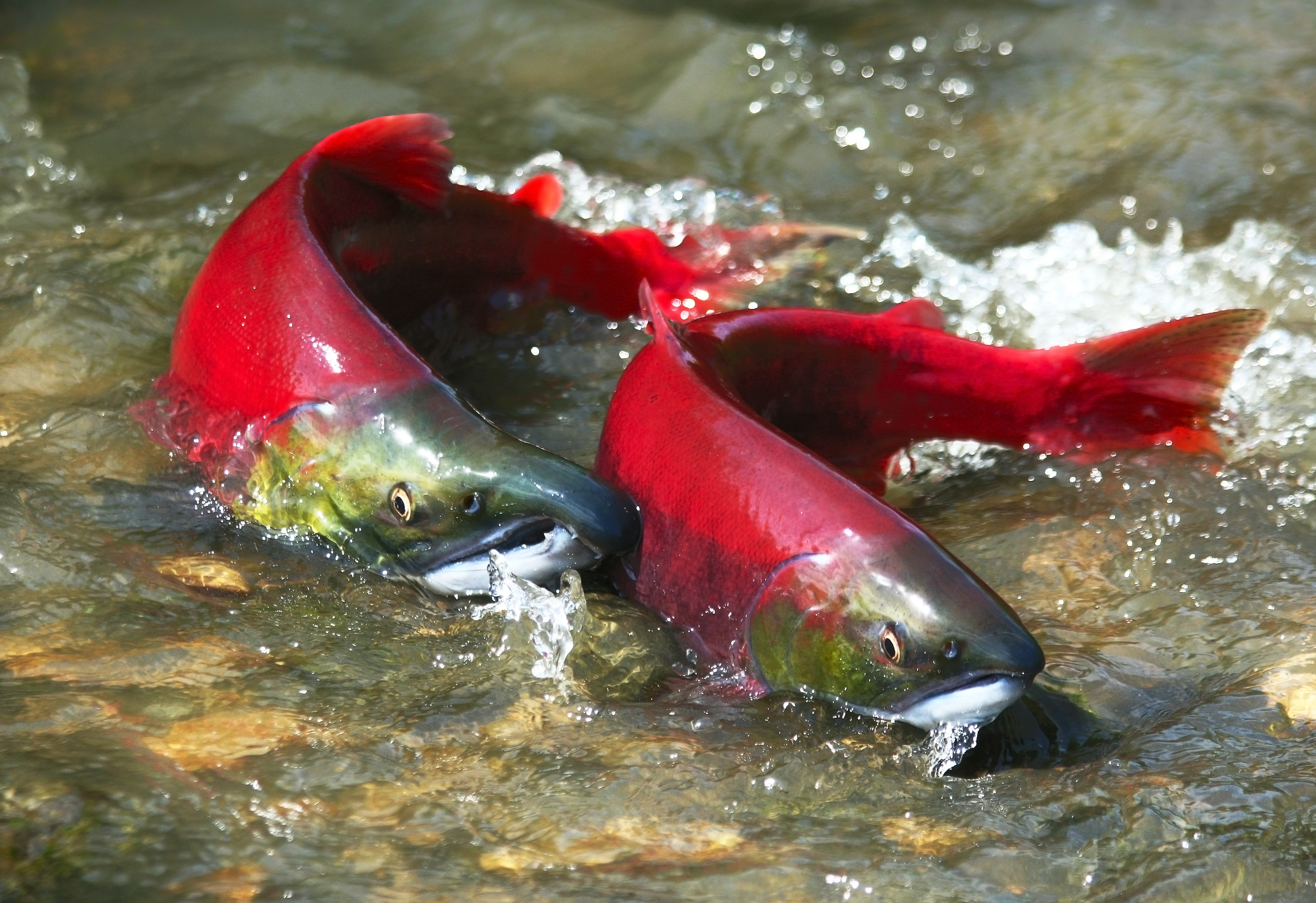
Rotlachse

Der Rotlachs (Oncorhynchus nerka) oder Blaurückenlachs (englisch Sockeye; russisch Nerka, wovon der wissenschaftliche Name abgeleitet wurde) ist eine Art der im Pazifischen Ozean lebenden Lachse. Er kann bis zu 90 cm lang werden. Im Meer hat er einen blaugrünen Rücken und silbernen Bauch, in den Gewässern auf dem Land hat er einen hellgrünen Kopf, einen roten Rücken und Schwanz (daher der Name) und einen silbernen Bauch.
Der Rotlachs kommt an der nordamerikanischen Küste des Pazifiks von Alaska bis zum Sacramento River in Kalifornien vor, an der asiatischen Küste vom Anadyrbecken bis Hokkaidō, besonders an der Ostküste Kamtschatkas, seltener im Ochotskischen Meer (Nordteil sowie Ostküste Sachalins). Als erwachsene Tiere leben die Fische im offenen Ozean. Die Lachse werden in Seen auf dem Festland geboren, verbleiben dort etwa ein ganzes Jahr lang. Dann wandern sie ins Meer – dieser Vorgang kann bis zu drei Jahre dauern. Dort bleiben sie zwei bis vier Jahre, bis sie zurück zu ihrem Geburtsgewässer schwimmen, dort laichen und sterben.
Von allen Pazifiklachsarten hat der Rotlachs den größten wirtschaftlichen Wert.
Die weiten Wanderungen zwischen Geburtsgewässer und offenem Meer werden bei Rotlachs, Königslachs und Ketalachs auf deren Magnetsinn zurückgeführt.
Es gibt auch Populationen, Kokanee Salmon genannt, die nicht in den Ozean abwandern, sondern in den Flussläufen bleiben, ehe sie zum Ablaichen in die Seen zurückkehren. Man nimmt an, dass sich dieses abweichende Verhalten entwickelte, als während der Eiszeit der Weg zum Ozean versperrt war.
In den 1950er und 1960er Jahren wurden in kleinen Bergseen in Dalarna, aber auch in Jämtland, Schweden, Rotlachse ausgesetzt, aus denen selbstreproduzierende Populationen entstanden. Der bislang größte Rotlachs mit einer Länge von 37 cm und einem Gewicht von 580 g wurde am 19. Februar 2025 gefangen.